# کارین بیر
کارین بیر (به انگلیسی: Karin Beyer) (زادهٔ ۳۰ ژوئیهٔ ۱۹۴۱) شناگر اهل آلمان است.